# Dirty Weekend
Dirty Weekend (Brasil: Encontro Selvagem ) é um filme estadunidense de comédia dramática de 2015 escrito e dirigido por Neil LaBute e estrelado por Matthew Broderick, Alice Eve e Phil Burke.

## Sinopse
Les Moore (Broderick) é um executivo que se vê atrasado em uma cidade onde, um ano antes, algumas bebidas demais levaram a um encontro inesperado que desde então o tem assombrado. Ele sai com sua colega de trabalho Natalie Hamilton (Eve) para descobrir o que realmente aconteceu.

## Elenco
- Matthew Broderick como Les Moore[4]
- Alice Eve como Natalie Hamilton[4]
- Phil Burke como Cabbie[4]

## Produção
Duncan Montgomery, Tiller Russell e Joey Stewart produziram o filme, enquanto Neil LaBute dirigiu e escreveu o roteiro. Em novembro de 2013, K5 International assinou contrato para distribuir em todo o mundo.
Produzido por Cody Davis, Jack Selby e James Jackson Leach.
As filmagens aconteceram em Albuquerque, Novo México, no outono de 2013. 

## Recepção
O agregador de críticas, Rotten Tomatoes, deu ao filme uma classificação de aprovação de 27% com base em 26 avaliações, com uma classificação média de 4,25/10.  Metacritic relata uma pontuação de 39/100 com base em 16 críticos, indicando "avaliações geralmente desfavoráveis".